# Stefan Neurath
Stefan Neurath (* 2. März 1963 in Iserlohn) ist ein ehemaliger deutscher Eishockeyspieler, der unter anderem für den ECD Iserlohn in der Bundesliga aktiv war.

## Karriere
Nach Anfängen in der Jugend des ECD Iserlohn wurde Stefan Neurath ab der Saison 1980/81 in der Herren-Mannschaft eingesetzt, die damals in der 2. Bundesliga antrat. Schon im Alter von 17 Jahren erzielte er zehn Tore im Profibereich. Daraufhin wurde er für die Junioren-Europameisterschaft 1981 in die deutsche U18-Nationalmannschaft berufen. Nach dem Aufstieg des ECD spielte er ab der Saison 1982/83 in der Bundesliga. Nach insgesamt sechs Spielzeiten verließ er seinen Heimatverein im Jahr 1986 und wechselte zum Duisburger SC in die 2. Bundesliga.
Ab der Spielzeit 1987/88 spielte Neurath für den ERC Westfalen Dortmund, mit dem er auf Anhieb aus der Oberliga in die 2. Bundesliga aufstieg. Während der Saison 1989/90 wurde er vom EHC Unna verpflichtet, für den er bis zum Ende der Spielzeit 1991/92 aufs Eis ging. Anschließend kehrte er zum zwischenzeitlich neu gegründeten ECD Sauerland nach Iserlohn zurück. Ein Jahr später beendete er seine Karriere.

## Erfolge und Auszeichnungen
- 1982 Aufstieg in die Bundesliga mit dem ECD Iserlohn
- 1988 Aufstieg in die 2. Bundesliga mit dem ERC Westfalen Dortmund

## Karrierestatistik

### International
Vertrat Deutschland bei:
- U18-Junioren-Europameisterschaft 1981

(Legende zur Spielerstatistik: Sp oder GP = absolvierte Spiele; T oder G = erzielte Tore; V oder A = erzielte Assists; Pkt oder Pts = erzielte Scorerpunkte; SM oder PIM = erhaltene Strafminuten; +/− = Plus/Minus-Bilanz; PP = erzielte Überzahltore; SH = erzielte Unterzahltore; GW = erzielte Siegtore; 1 Play-downs/Relegation; Kursiv: Statistik nicht vollständig)